# Zhang Peijun
Zhang Peijun (29 de abril de 1958) é uma ex-handebolista chinesa, medalhista olímpica.
Zhang Peijun fez parte do elenco da medalha de bronze inédita chinesa, em Los Angeles 1984.